# Hôtel de Lannion
L'hôtel de Lannion est un hôtel particulier situé à Paris en France.

## Localisation
Il est situé au no 75 de la rue de Lille dans le 7e arrondissement de Paris.

## Historique
L'hôtel est construit en 1754 par l'architecte Jean Damun pour le compte de Jacques Hocquart, trésorier général de l'artillerie, et le banquier Pierre Salles. Il est le jumeau de l'hôtel de Laubespin, bâti juste en face sur la même parcelle, et qui a son entrée au no 78 de la rue de l'Université.
Ces deux hôtels sont construits dès l'origine comme des hôtels locatifs. Celui de la rue de Lille sera loué au comte de Lannion et prendra ainsi son nom actuel,,.
Le corps de bâtiment sur rue de l'hôtel et sa porte cochère sont incendiés pendant la Commune de Paris, ils sont remplacés en 1898 par l'immeuble de Frédéric Honoré que l'on peut voir aujourd'hui.
L'hôtel a longtemps appartenu à Hubert Guerrand-Hermès, fils de l’ancien directeur général de la maison de luxe Hermès, qui y est décédé. Il avait fait appel à François-Joseph Graf pour son aménagement intérieur.
En automne 2022, il est vendu pour la somme de 47,95 millions d'euros à une cheffe d'entreprise,.

## Description
Du côté de la rue de Lille, on pouvait trouver un premier corps de bâtiment qui n'existe plus. On retrouve donc aujourd'hui une façade assez classique.
Côté cour, la façade du corps de logis comporte une travée centrale appareillée à refends. De chaque côté, un escalier mène à une entrée sur le rez-de-chaussée.
La façade donnant sur le jardin est une composition symétrique autour d'un avant-corps à trois pans, décoré de doubles pilastres ioniques.
L'intérieur conserve encore des décors de style Louis XV.

## Parties protégées
Les parties suivantes de l'édifice ont été inscrites monument historique :
- La façade sur jardin ; la décoration intérieure du grand salon Louis XV, de la chambre à alcôve Louis XV et de la salle à manger en stuc de l'appartement du rez-de-chaussée (inscription par arrêté du 25 octobre 1954).
- La toiture de l'hôtel entre cour et jardin (inscription par arrêté du 16 décembre 1958)[1].